# Hyophila barbula
Hyophila barbula là một loài rêu trong họ Pottiaceae. Loài này được (Schwägr.) Hampe mô tả khoa học đầu tiên năm 1846.